# Campo Independiente
Der Campo Independiente ist ein ehemaliges Fußballstadion in Morelia, der Hauptstadt des mexikanischen Bundesstaates Michoacán. Er befand sich im Osten von Morelia an der Kreuzung der Straßen Calzada Ventura Puente und Boulevard Rafael García de León, unweit nördlich des ausgedehnten Geländes vom Golfclub Campestre de Morelia. Gelegentlich verfolgten einige Zuschauer eine Begegnung, indem sie einen der hohen Bäume an der Straße Ventura Puente bestiegen.

## Geschichte
Das etwa 8000 Zuschauer fassende Stadion wurde um 1940 errichtet, als auch der die Spielstätte betreibende Club Deportivo Fútbol Independiente gegründet wurde.
Als Atlético Morelia am Ende der Saison 1956/57 als Vizemeister der Segunda División für die Saison 1957/58 als Ersatz für den aus finanziellen Gründen ausscheidenden Puebla FC in die höchste Spielklasse aufgenommen wurde, verließ der Verein seine bisherige Spielstätte, den an der Avenida Madero Poniente gelegenen Campo Madero, und bezog fortan den hiesigen Campo Independiente. Diesen nutzte er bis zur Fertigstellung des Estadio Venustiano Carranza während der Saison 1964/65.